# Nonoxinol-9
El nonoxinol-9, algunas veces abreviado como N-9, es un agente que forma parte de la familia de los nonoxinoles y se utiliza como ingrediente en diversos productos cosméticos y de limpieza, pero es también ampliamente usado en anticonceptivos por sus propiedades espermicidas.

## Farmacología
El nonoxinol-9 es un espermicida utilizado para disminuir las posibilidades de embarazo cuando no se desean utilizar métodos hormonales o mecánicos o cuando estos estén contraindicados. También puede ser utilizado como complementario cuando se emplean otros métodos anticonceptivos como el condón y el DIU.
Hubo un tiempo en que el nonoxinol fue promovido como protección en contra de infecciones de transmisión sexual, incluido el VIH, basado en la acción antiséptica, sin embargo, estudios subsecuentes han demostrado que de hecho puede aumentar el riesgo de infección al dañar las barreras físicas del recto o la vagina.

## Farmacocinética y mecanismo de acción
El nonoxinol-9 es un agente surfactante no iónico cuya acción principal es reducir la tensión superficial en la membrana del acrosoma del espermatozoide lo que causa una alteración de su permeabilidad y que pierda movilidad y disminuya su potencial fructolítico. Otra acción irreversible es una alteración sobre el contenido de los lípidos en la membrana celular. El nonoxinol-9 no se absorbe cuando se usa tópicamente por lo que puede ser usado durante la lactancia.

## Usos
El nonoxinol-9 se utiliza en forma de óvulos de aplicación tópica introducidos en la vagina, aunque también se puede encontrar en condones para elevar la seguridad profiláctica. Existen presentaciones que combinan el nonoxinol con un antiséptico o germicida como el cloruro de metilbencetonio. El uso del nonoxinol-9 con otros métodos de tipo barrera, como el diafragma, eleva las probabilidades de anticoncepción.

## Precauciones especiales
Se han reportado casos raros de hipersensibilidad al agente. El uso del nonoxinol debe ser evitado cuando exista infección bacteriana, infección por hongos, en parasitosis y cáncer cervicouterino.

## Reacciones adversas
Puede aparecer irritación y ardor local en uno o ambos miembros de la pareja. En algunos reportes de la OMS se ha vinculado el uso repetido de nonoxinol-9 con infecciones del tracto urinario. Si se van a usar preservativos lubricados con Nonoxinol - 9, deberá evitarse el sexo oral porque sabe amargo y probablemente generará arcadas.

## Datos existentes
El nonoxinol-9 ha demostrado carecer de propiedades teratógenas y de alteraciones en el embrión. No posee otras interacciones con medicamentos que se hayan reportado. Existen dudas de la eficacia acerca del uso del nonoxinol-9 en condones a manera de lubricante y espermaticida. Aunque los geles lubricantes se usan vaginalmente, existen personas que los utilizan vía rectal; estas personas deben evitar los lubricantes con nonoxinol-9 dado que puede promover disrupción del epitelio rectal.

## Presentaciones
En farmacéutica, el nonoxinol-9 se puede presentar en
- Óvulos vaginales conteniendo 168 mg de sustancia.
- En condones, usado como lubricante y espermicida.
- En esponjas anticonceptivas que tienen 1000 mg de nonoxinol-9 hh.
- En geles lubricantes para uso vaginal.
- En diafragmas vaginales.

En cosmética el nonoxinol puede encontrarse en
- Cremas de afeitar, en virtud de ser un surfactante no iónico.